# 청천마차로
청천마차로(Cheongcheonmacha-ro)는 인천광역시 부평구 청천동에 있는 도로로, 총 연장은 2.791 km이다. 당 도로명은 해당 지역이 예전에 마차가 다니던 길이었다는 것에서 유래되었다.

## 역사
- 2009년 10월 19일 : 도로명으로 청천마차로를 고시

## 주요 경유지
- 부평구
  - 청천1동 - 청천2동

## 접촉하는 도로
- 서달로
- 부평북로
- 청안로
- 마장로
- 안남로
- 새벌로
- 부평대로 (간접적으로 접근 가능한 도로)

## 도로 구조물
- 부평 나들목 (경인고속도로)

## 주변 건물 및 시설
- 다원정밀 (청천마차로 74/청천동 379-5)
- 가연산업 (청천마차로 188/청천동 403-34)
- 삼성케미칼 (청천마차로 194/청천동 403-33)

## 특이 사항
해당 도로 옆에는 경인고속도로가 존재하며, 주변에는 소음을 막기 위한 방음벽이 설치되어 있다.